# Освіта в Європейському Союзі
В Європейському Союзі відповідальними за освіту є держави-члени. Інституції ЄС відіграють допоміжну роль в освітніх процесах. Відповідно до ст. 165 Договору про функціювання ЄС, Союз:
| Ліві лапки | Сприятиме розвитку якісної освіти шляхом заохочення співпраці між державами-членами, проведення заходів, які мають на меті збільшення рівня мобільності громадян, розробки спільних освітніх програм, обміну інформацією і вивчення мов Європейського Союзу. Договір також містить зобов'язання сприяти безперервному навчанню всіх громадян Союзу. | Праві лапки |

ЄС вкладає капітал в освіту, у програми громадського потенціалу, які надають можливості громадянам ЄС жити, навчатися і працювати за кордоном. Найвідоміша програма такого типу називається Еразмус. У міжуніверситетьському обміну узяло участь більше ніж 2000000 студентів за останні 20 років. Починаючи з 2000 року, усвідомлюючи важливість освіти і підготовки кадрів для своїх економічних і соціальних цілей, держави-члени ЄС почали співпрацювати, щоб досягти 13 конкретних цілей у сфері освіти. Це мало прямий стосунок освітньої програми «Education and Training 2010». 27 країн-членів ЄС ділилися досягненнями в галузі політики, брали участь у програмі Взаємного Навчання, визначали ключові критерії й показники прогресу. Європейський союз також є партнером у різних міжурядових проєктах, включно з Болонським процесом, метою якого є створення Європейського простору вищої освіти шляхом узгодження наукового ступеня і стандартів освіти на теренах країн-членів ЄС й інших країн Європи.

## Освіта й професійна підготовка політики
Інтерес Євросоюзу до галузі освіти (на відміну від освітніх програм), почав розвиватися після саміту в Лісабоні в березні 2000 р., на якому глави держав ЄС і Європейська Рада закликали міністрів освіти ЄС замислитися над «конкретними цілями» системи освіти з метою її вдосконалення. Єврокомісія і країни-члени Європейського Союзу працювали разом над звітом 2001 р.,а вже в 2002 році Весняній Саміт затвердив програму їх спільної роботи, показуючи. З тих пір кожні два поки публікується серія «Joint Reports».
Єврокомісія має на меті заохочування держав-членів до поліпшення якості систем освіти і навчальних програм в двох основних напрямках : у процесі встановлення цільових показників та публікації позицій держав-членів у їх досягненні й шляхом обговорення питань, що становлять взаємний інтерес. Це робиться за допомогою процесу, відомого як Відкритий метод координації.

## Освіта й тренувальні програми

### На території ЄС
Першою програмою обміну ЄС була COMETT Programme з метою створення зв'язків між промисловістю та університетами, запущена 1987 р. (закрита 1995 р.). Erasmus Mundus, програма обміну студентів, була запущена в тому ж році. Від 2007 р. всі освітні та навчальні програми були об'єднані в одну програму: Lifelong Learning Programme 2007-2013, яка складається з окремих підпрограм для шкіл, університетів, вищої освіти, професійної освіти та вчення про ЄС в університетах.
Шкільна програма обміну, названа на честь чеського вчителя, вченого та педагога XV ст. Яна Амоса Коменського, допомогла більш ніж 2,5 млн. школярам взяти участь у спільних закордонних проєктах. Програма Erasmus (названа на честь Еразма Ротердамського, голландського гуманіста і богослова XVII ст.), була головною університетською програмою обміну з моменту її запуску 1987 р. Близько двох мільйонів студентів проводять від трьох місяці до одного навчального року в університетах ЄС, які входять у рамки програми.
Програма професійної освіти названа на честь винахідника епохи Відродження - Леонардо да Вінчі. Станом на 2014 р. програма допомагає навчатися або проходити стажування в іншій країні ЄС приблизно 75000 молодих людей щороку. Освітня програма для дорослих, названа на честь данського пастора, богослова, поета, філософа і мислителя XIX ст. Миколи Фредерика Северина Грундтвига, допомагає тим, хто вже не є студентом, але навчається, з метою наданням таким особам доступ до міжнародного обміну досвідом. Підпрограму, яка підтримує вчення про Європу у сфері вищої освіти названа на честь французького політика і архітектора Європейської Єдності, Жан Моне.

### За територією ЄС
Перша програма ЄС щодо сприянню освітньому обміну та співпраці між освітніми установами всередині ЄС і поза його межами, була програма «Tempus», прийнята Радою Європейського Союзу 7 травня 1990 р. в рамках допомоги, що надається Європейським Співтовариством країнам, які звільнилися з-під тиску радянської влади.
Ідея Tempus полягає в тому, що окремі університети в Європейському Союзі могли б сприяти процесу відновлення вільної та ефективної системи університетів у країнах - партнерах, а також на основі партнерства з окремими університетами в цих країнах могла б функціювати як противага впливу міністерствам, які зазнали серйозних змін з часів радянського панування. У програми був миттєвий успіх, і до 1993 р. кількість країн-учасниць збільшилася з п'яти до одинадцяти. Програма була згодом розширена в цілях включення нових незалежних держав колишнього Радянського Союзу, Середземномор'я і країн Західних Балканів.
Програма Tempus підтримує проєкти, що проводяться консорціумом університетів у країнах ЄС та в державах-партнерах, які спрямовані на оновлення програм і методів навчання, підвищення академічного управління (наприклад, плани стратегічного розвитку, системи оцінки та забезпечення якості), а також висунення пріоритетів вищої освіти країн-партнерів. Вона також надає гранти на індивідуальну мобільність, маючи на меті надати змогу людям подорожувати до або з Європи у відповідності з цими темами. Програма 
Tempus як і раніше працює, але була оновлена і переглянута 2007 р.
За принципом Tempus з'явився ряд невеликих програм, побудованих навколо мобільності вчених стосовно ЄС. Вони включали програми ALFA/ALBAN і співпрацю з латиноамериканськими університетами, Asia-Link та інші. Деякі з них були створені як засіб допомоги в цілях розвитку.
Нарешті, 2003 р. Європейський Союз запустив програму Erasmus Mundus, проєкт із створення осередків центрів високої якості освіту по всьому світу, програма залучення найкращих студентів з усього світу до Європи і створення можливості партнерства між європейськими університетами та тими, які перебувають за межами Союзу. У програми сильна підтримка як з боку Ради міністрів, так і від Європейського парламенту. Перший етап Erasmus Mundus завершився 2008 р. Комісія оголосила про намір продовження програми.